# Blanket (Texas)
Blanket é uma cidade  localizada no estado norte-americano do Texas, no Condado de Brown.

## Demografia
Segundo o censo norte-americano de 2000, a sua população era de 402 habitantes. 
Em 2006, foi estimada uma população de 409, um aumento de 7 (1.7%).

## Geografia
De acordo com o United States Census Bureau tem uma área de 
1,5 km², dos quais 1,5 km² cobertos por terra e 0,0 km² cobertos por água. Blanket localiza-se a aproximadamente 473 m acima do nível do mar.

## Localidades na vizinhança
O diagrama seguinte representa as localidades num raio de 32 km ao redor de Blanket. 